# Jakob II. Angleški
Jakob VII. Škotski in/ali Jakob II. Angleški (angleško James) (* 14. oktober 1633O.S., † 16. september 1701) je bil kralj Anglije in Irske kot Jakob II. in kralj Škotske kot Jakob VII. od 6. februarja 1685, dokler ni bil odstavljen v slavni revoluciji leta 1688. Bil je zadnji rimskokatoliški monarh Anglije, Škotske in Irske. Znan je predvsem po bojih zaradi verske strpnosti. Vendar pa je vključeval tudi načela absolutizma in božje pravice kraljev, njegovo odstavitev pa je končala stoletje političnih in državljanskih prepirov s potrditvijo prednosti parlamenta nad krono.
Jakob je podedoval prestole Anglije, Irske in Škotske od svojega starejšega brata Karla II. s široko podporo v vseh treh državah, ki je večinoma temeljila na načelu božanske pravice ali rojstva. Toleranca do njegovega osebnega katolicizma na splošno ni veljala in ko angleški in škotski parlament nista sprejela njegovih ukrepov, jih je Jakob poskušal vsiliti z odlokom. Do njegove odstavitve je na koncu prišlo zaradi političnega in ne religioznega načela.
Junija 1688 sta se zgodila dva krizna dogodka. Prvi se je zgodil 10. junija, ko se je rodil Jakobov sin in dedič James Francis Edward. Jakob je grozil, da bo ustanovil rimskokatoliško dinastijo in izključil njegovo anglikansko hčer Marijo in njenega protestantskega moža Viljema Oranskega. Drugi je bil kazenski pregon sedmih škofov zaradi uporniškega obrekovanja. To je bilo obravnavano kot napad na angleško cerkev in njihova oprostilna sodba 30. junija je uničila njegovo politično oblast v Angliji. Zaradi protikatoliških izgredov v Angliji in na Škotskem se je zdaj zdelo, da bi lahko le njegova odstranitev prepričala državljansko vojno.
Vodilni člani angleškega političnega razreda so povabili Viljema Oranskega, da prevzame angleški prestol. Potem ko je 5. novembra 1688 pristal v Brixhamu, je Jakobova vojska dezertirala on pa je 23. decembra odšel v izgnanstvo v Francijo. Februarja 1689 je posebni konvencijski parlament razsodil, da je kralj 'izpraznil' angleški prestol in Viljema in Marijo postavil kot skupna monarha, pri čemer je vzpostavil načelo, da suverenost izhaja iz parlamenta, ne pa rojstva. Jakob je pristal na Irskem 14. marca 1689, da bi poskusil povrniti svoje kraljestvo, a kljub hkratnemu vzponu na Škotskem je aprila sledila škotska konvencija ki je ugotovila, da je Jakob 'zasegel' prestol in ga ponudil Viljemu in Mariji. Po porazu v bitki pri reki Boyne julija 1690 se je Jakob vrnil v Francijo, kjer je preživel preostanek življenja v izgnanstvu v Saint-Germainu, pod zaščito Ludvika XIV.